# Post-hardcore
Post-hardcore er en undergenre af hardcore punk, som er en blanding af hardcore, post-punk og støjrock. 